# Cecilia (helgon)

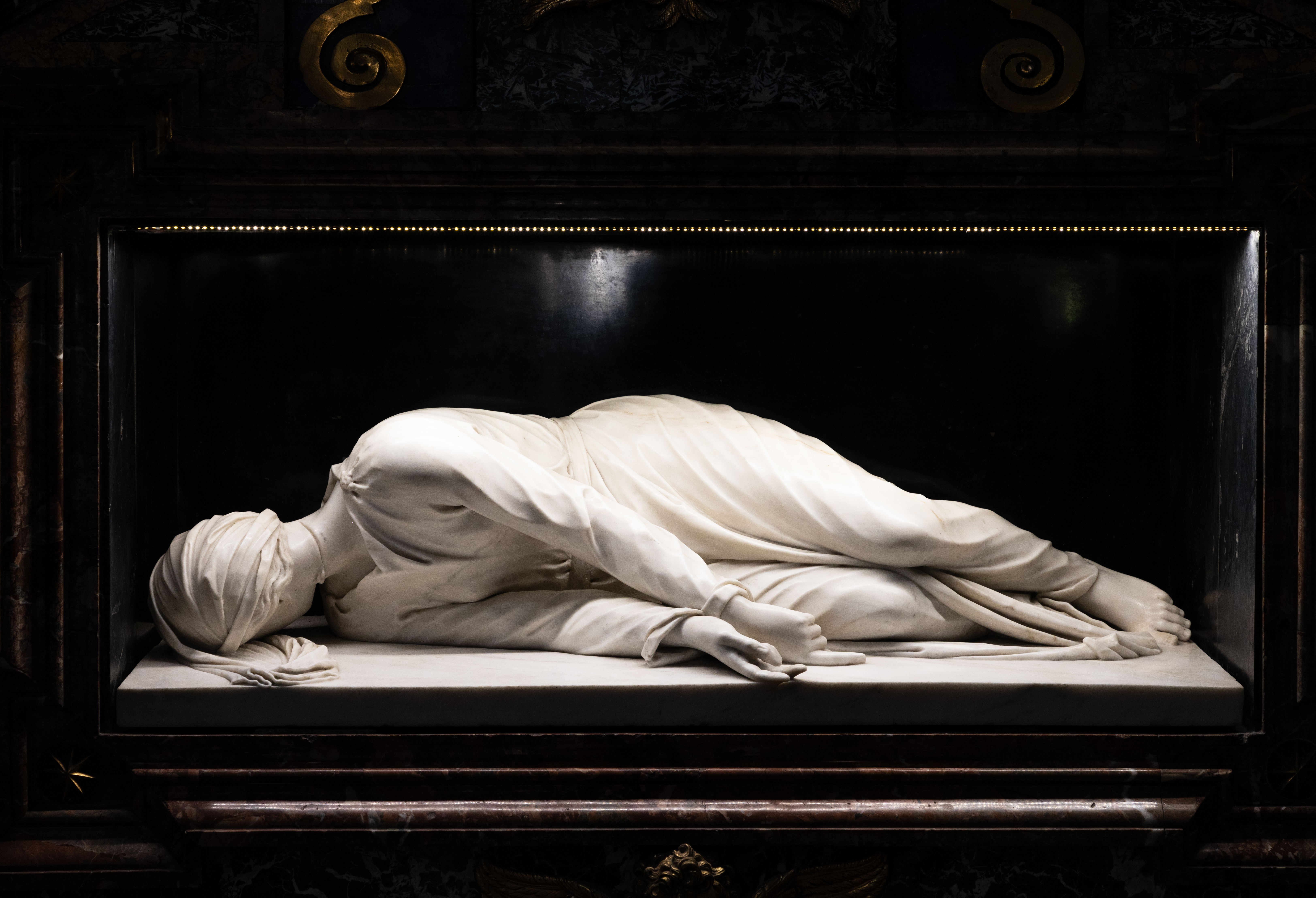
Sankta Cecilias martyrdöd, skulptur i Santa Cecilia in Trastevere av Stefano Maderno.

Sankta Cecilia är inom Romersk-katolska kyrkan ett romerskt helgon som led martyrdöden i början av 200-talet (troligen år 230).
Hon är kyrkomusikens skyddshelgon och firas den 22 november. Hon är också de blindas skyddshelgon.

## Biografi
Det finns inte några historiskt säkerställda uppgifter om Cecilia. Såväl när hon levde som uppgifter om hennes liv är osäkra. Det verkar ha funnits flera personer med namnet under antiken vilka den tidiga kyrkan vördade som helgon. Enligt legenden skulle Cecilia ha tillhört en kristen senatorsfamilj i Rom, ha blivit bortgift med en hednisk adelsman, Valerianus, och övertalat honom att de skulle leva ett kyskt äktenskap, genom att berätta att en svartsjuk
ängel vakade över hennes kropp.
Sedan maken kristnats av påve Urban I skall paret ha krönts med rosor och liljor av ängeln. Paret skall enligt samma legend ha lidit martyrdöden senare under förföljelsen av kristna. Cecilia skall innan hon avled ha ordnat så att hennes hem inrättades till en plats för gudstjänst, medveten om att hon gick mot döden. Hon dömdes till döden för sin kristna tro. Sedan bödlarna misslyckats med att dränka henne i hennes badhus, halshöggs hon.
Hennes kvarlevor förvarades först i Sankt Calixtus katakomber, dit Urban I skall ha fört dem, men sedan 800-talet förvaras hennes reliker i basilikan Santa Cecilia i Trastevere i Rom.
Inom bildkonsten framställs Sankta Cecilia ofta spelande på en orgel. Kompositören Charles Gounod skrev 1855 en mässa till Sankta Cecilia.

## Kyrkobyggnader
- Santa Cecilia in Trastevere
- Santi Cecilia e Biagio dei Materassari
- Santa Cecilia all'Arco Savello
- Santa Cecilia de Fovea
- Santa Cecilia de Pantaleis
- Santa Cecilia de Turre Campi